# Culex minjensis
Culex minjensis är en tvåvingeart som beskrevs av Sirivanakarn 1968. Culex minjensis ingår i släktet Culex och familjen stickmyggor. Inga underarter finns listade i Catalogue of Life.